# Ghét thì yêu thôi
Ghét thì yêu thôi là một bộ phim truyền hình được thực hiện bởi Trung tâm Phim truyền hình Việt Nam, Đài Truyền hình Việt Nam do Trịnh Lê Phong làm đạo diễn. Phim phát sóng vào lúc 21h30 thứ 4, 5 hàng tuần bắt đầu từ ngày 6 tháng 9 năm 2017 và kết thúc vào ngày 7 tháng 12 năm 2017 trên kênh VTV3.

## Nội dung
Ghét thì yêu thôi xoay quanh cặp đôi "oan gia ngõ hẹp" là Kim (Phanh Lee) và Du (Đình Tú): một người thì mạnh mẽ, luôn lạc quan đến mức chẳng mảy may đau khổ, dù cô bị hủy hôn trước hôm cưới chỉ vài ngày; một người thì ngông nghênh, trực tính, bản năng, thậm chí hơi hoang dã. Hai cá tính mạnh mẽ và đối nghịch ấy luôn coi nhau như kẻ thù "không đội trời chung", nhưng rồi họ lại nhận ra đằng sau vỏ bọc mạnh mẽ, bất cần, lại là những tâm hồn nhạy cảm, là những trái tim giàu cảm xúc, biết yêu thương và suy nghĩ đến nhau...

## Diễn viên

### Diễn viên chính
- Lê Phương Anh trong vai Kim[1]
- Đình Tú trong vai Du[5]
- Chí Trung trong vai Quang “Quác”[6]
- Vân Dung trong vai Diễm[7]
- Hoàng Thu Trang trong vai Phương Anh
- Danh Tùng trong vai Ca
- Mạnh Hưng trong vai Khanh
- Trương Tùng Lan trong vai Ly
- Đặng Ngọc Dũng trong vai Sỹ
- Hải Anh trong vai Tăng

### Diễn viên phụ
- Trần Đức (diễn viên) trong vai Ông Dương
- Trung Cường trong vai Ông Quyết
- Thanh Dương trong vai Ông Trọng
- Hồng Hạnh trong vai Hà (Cú)
- Vũ Thu Hoài trong vai Trang
- Ngọc Quỳnh trong vai Đại
- Nhật Quang trong vai Kiên
- Hồng Anh trong vai Hạnh
- Ngọc Bích trong vai Mẹ Kiên
- Hoàng Mai trong vai Bố Kiên
- Nhóm ST. 319 trong vai Học viên

Và một số diễn viên khác...

## Nhạc phim
- Ghét thì yêu thôi[4]

Sáng tác: Đặng Duy Chiến
Thể hiện: My My, Sơn Việt
- Càng ghét càng yêu

Sáng tác: Đặng Duy Chiến
Thể hiện: My My, Sơn Việt

## Giải thưởng
| Năm  | Giải thưởng  | Hạng mục                  | (Người) đề cử | Kết quả | Tham khảo |
| ---- | ------------ | ------------------------- | ------------- | ------- | --------- |
| 2018 | Ấn tượng VTV | Phim truyền hình ấn tượng | —             | Đề cử   | [ 8 ]     |